# Berlin (Dakota Północna)
Berlin – miasto w Stanach Zjednoczonych, w stanie Dakota Północna, w hrabstwie LaMoure.